# Ecnomus indicus
Ecnomus indicus is een schietmot uit de familie Ecnomidae. De soort komt voor in het Oriëntaals gebied.